# Rhytidodus trivialis
Rhytidodus trivialis är en insektsart som beskrevs av Dubovsky 1966. Rhytidodus trivialis ingår i släktet Rhytidodus och familjen dvärgstritar. Inga underarter finns listade i Catalogue of Life.